# Günter Nöfer
Günter Nöfer (* 10. Juni 1928 in Altenrath; † 19. Februar 2000) war ein deutscher Politiker und Landtagsabgeordneter (CDU).

## Leben und Beruf
Nach dem Besuch der Volksschule und des Gymnasiums mit dem Abschluss Abitur studierte er Rechts- und Staatswissenschaften an der Universität Köln. Nach Ablegen des ersten und zweiten Staatsexamens war er bis 1962 als Rechtsanwalt tätig. Von 1964 bis 1970 war Nöfer stellvertretender Verfassungsrichter am Verfassungsgerichtshof für das Land Nordrhein-Westfalen.
Mitglied der CDU wurde Nöfer 1946. Er war in zahlreichen Gremien der Partei vertreten.

## Abgeordneter
Vom 26. Juli 1970 bis 27. Mai 1975 war Nöfer Mitglied des Landtags des Landes Nordrhein-Westfalen. Er wurde im Wahlkreis 025 Siegkreis II direkt gewählt. Ab 1956 war er Mitglied im Stadtrat der Stadt Troisdorf. Dem Kreistag des Rhein-Sieg-Kreises gehörte er ab 1961 an.